# 鸡油

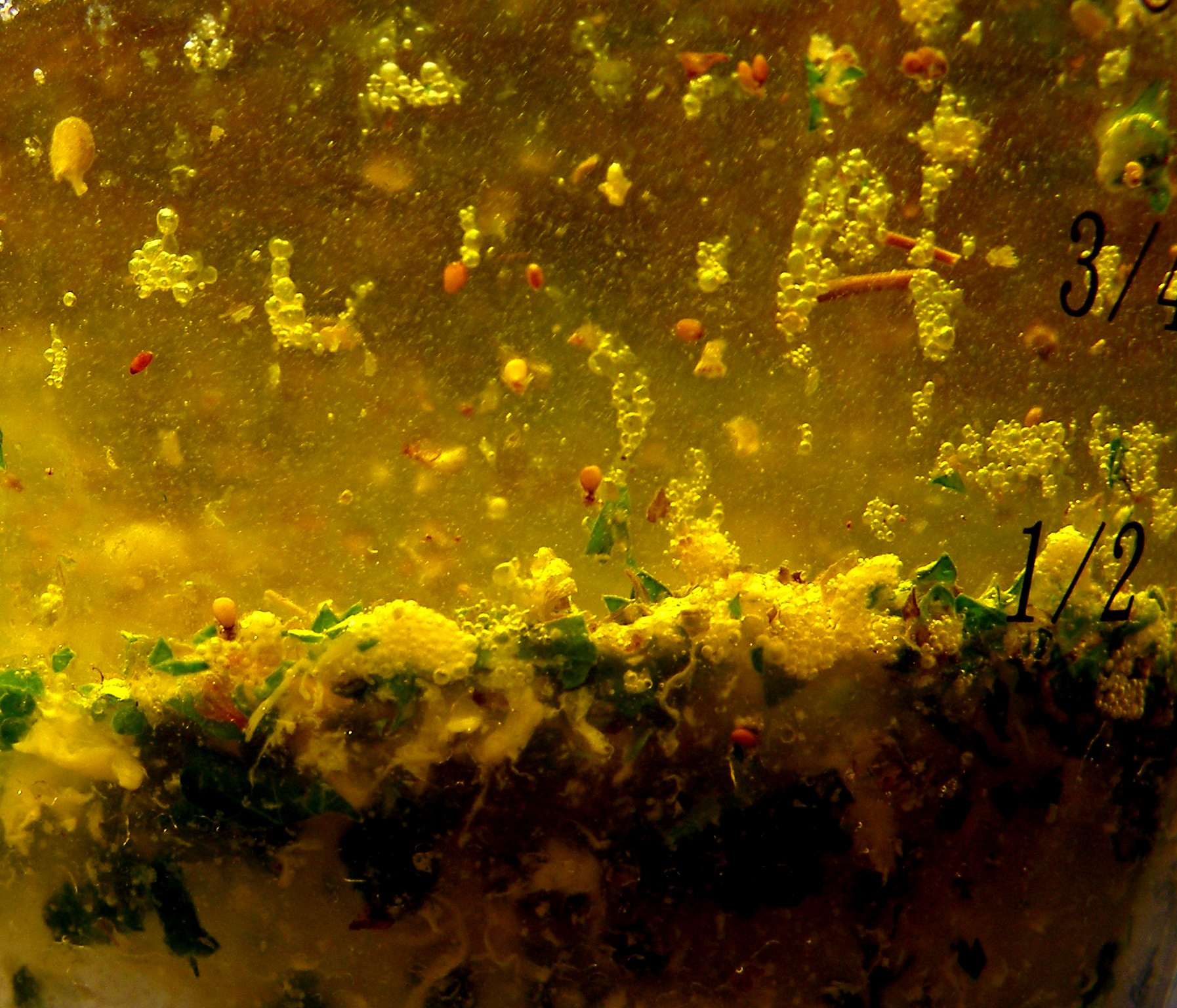
鸡油

鸡油又稱鸡脂肪，是指人們在加工鸡肉的過程中提煉出來的脂肪。鸡脂肪因其有高含量的亚油酸（一种Ω-6脂肪酸）而受到关注。鸡脂肪的亚油酸含量在17.9%和22.8%之间。它是一种常见的调味剂、添加剂以及鸡汤的主要成分，也常被用于寵物食品以及用于生产生物柴油。